# Konrad IX. (Weinsberg)

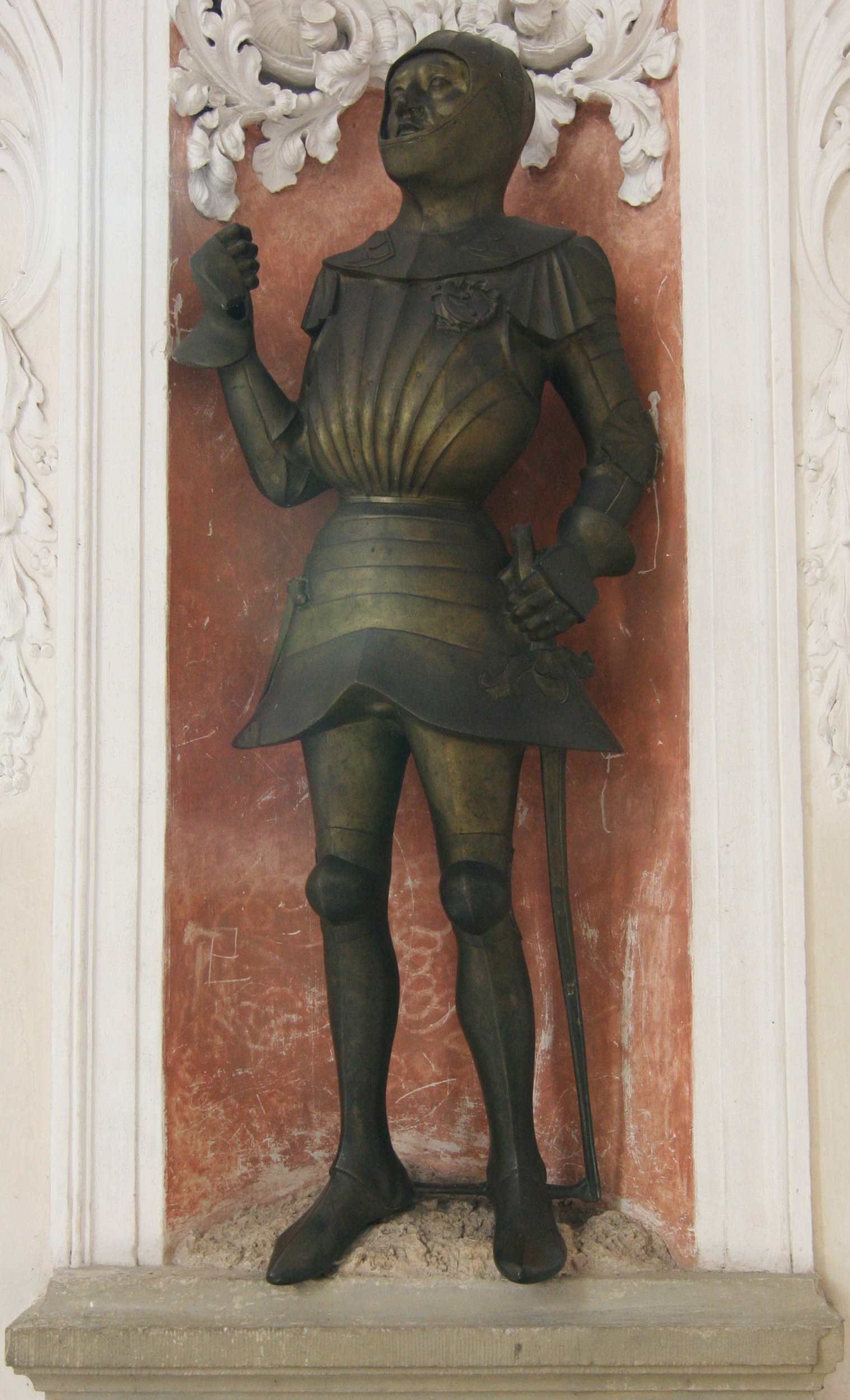
Statue Konrads von Weinsberg in der Klosterkirche des Klosters Schöntal

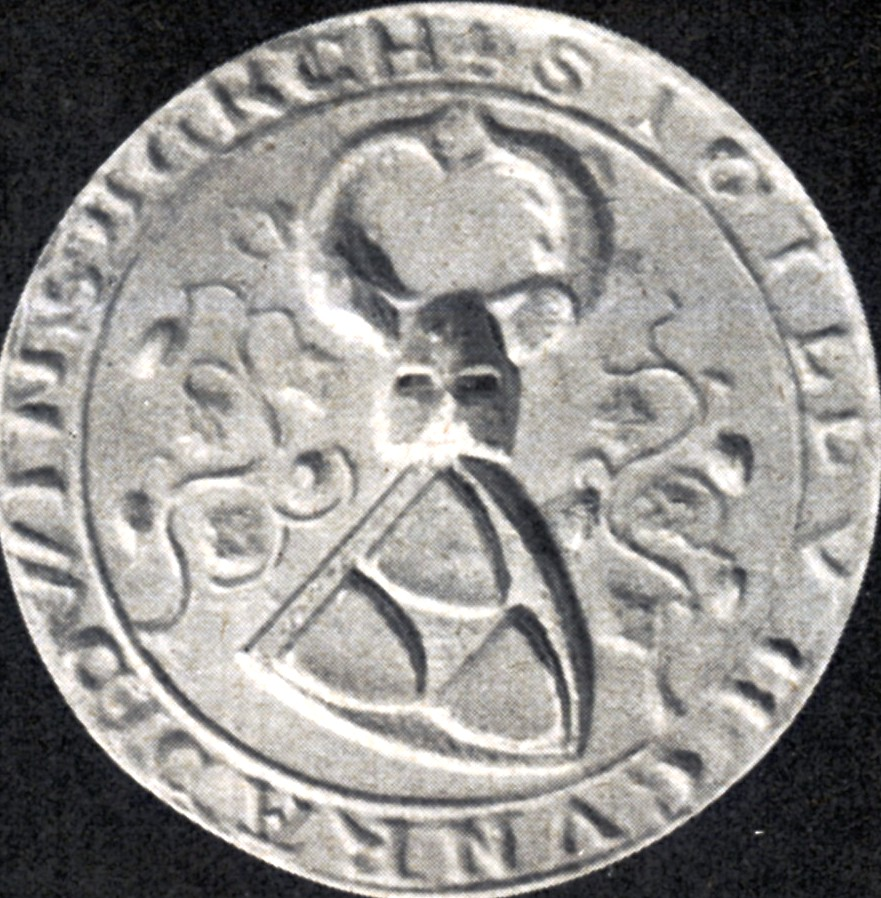
Siegel Konrads von Weinsberg

Konrad IX. von Weinsberg (* um 1370; † 18. Januar 1448) war ein deutscher Adliger aus dem Geschlecht der Herren von Weinsberg. Als Reichserbkämmerer im Dienste von König (später Kaiser) Sigismund und König Albrecht II. organisierte er die Reichsfinanzen und die Reichsmünzstätten, bereiste auf diplomatischen Missionen das ganze Reich mit vielen angrenzenden Ländern und beriet seine Dienstherren, bei denen er ein hohes Ansehen genoss. Er scheiterte beim Versuch, aus seinen verstreuten Besitztümern eine eigene Landesherrschaft aufzubauen. Da seine vielfältigen Aufgaben zwar meist kostenträchtig waren, aber nur geringe Einnahmen erbrachten, hinterließ er trotz seines Ansehens hohe Schulden.

## Herkunft und erste Eheschließung
Konrad, der neunte Träger dieses Namens in der Stammlinie der Weinsberger, wurde als zweites Kind und erster Sohn von Engelhard (VIII.) von Weinsberg und dessen Frau Anna von Leiningen († 1413) geboren. Über seine Mutter war Konrad mit den Luxemburgern verschwägert, die mehrere deutsche Könige und Kaiser stellten. Sein Vater Engelhard war Reichshofrichter und von 1393 bis 1396 Landvogt der österreichischen Vorlande. Konrads Onkel, ebenfalls mit Namen Konrad und Bruder seines Vaters Engelhard, war zunächst Domherr und als Konrad II. von Weinsberg dann von 1390 bis 1396 Mainzer Erzbischof. Er gilt als Ziehvater des jungen Konrad, der einige Jahre in der Umgebung seines Onkels verbrachte, ihn auf Reisen und Fehden begleitete und von ihm mit den Machthabern und politischen Gebräuchen vertraut gemacht wurde.
Zwischen August 1396 und Februar 1397 heiratete Konrad eine Verwandte, die ungefähr gleichaltrige, aber bereits verwitwete Anna von Hohenlohe-Brauneck, geborene von Hohenlohe-Weikersheim. Den infolge der Verwandtschaft nötigen kirchlichen Dispens erteilte im Jahr 1400 Bischof Erhart von Worms. Anna war Erbin der Linie Hohenlohe-Brauneck, die ohne männliche Nachkommen war. Durch sie erwarb Konrad die Verwaltung und Nutznießung des hohenlohe-brauneckischen Besitzes rund um Creglingen und Weikersheim, unter anderem der Burg Brauneck, und weiterer Besitztümer bis nach Rinderfeld und Königshofen. Vom Bistum Würzburg erhielt er 1401 die in der Creglinger Gegend liegende Reichelsburg samt zugehörigen Dörfern als Lehen, die zuvor schon an die Hohenlohe-Brauneck entlehnt gewesen war. Annas Bruder Georg von Hohenlohe war Bischof in Passau und später Kanzler von Kaiser Sigismund; bis zu seinem Tod 1423 förderte er Konrad und seine Familie nach Kräften. Die Ehe mit Anna scheint glücklich gewesen zu sein; sie hatten eine Tochter namens Elisabeth, die spätere Ehefrau des Herzogs Erich von Sachsen-Lauenburg.
Das Verhältnis Konrads zu seinem Vater muss gut gewesen sein. Schon 1404 übergab Engelhard seine Besitztümer seinem Sohn und erhielt im Gegenzug bis zu seinem Tode 1415 eine Leibrente. Seine Schulden, die Konrad ebenfalls übernehmen musste, betrugen 19.055 Gulden und überstiegen damit, wenn man spätere Verkaufs- und Pfandunterlagen als Maßstab nimmt, den Wert der Güter beträchtlich. Zu den Gütern gehörten neben der Stammburg, der Burg Weinsberg, auch die Burg Guttenberg im Neckartal sowie Burgen im Gebiet zwischen Kocher und Ohrn in Neuenstadt, Stein und Gochsen, jeweils mit zugehörigen Orten. In der unterhalb seiner Stammburg gelegenen Stadt Weinsberg hatte Konrad zwar ebenfalls bedeutende Rechte, aber mit der nach der Reichsunmittelbarkeit strebenden Weinsberger Bürgerschaft auch beständige Widersacher.

## Im Reichsdienst
Konrad hatte Talent und Neigung für Finanz- und Verwaltungsangelegenheiten gezeigt. 1407 erlangten Vater und Sohn das erbliche Amt des Reichserb(unter)kämmerers, der in Vertretung des nur noch nominell zuständigen Reichserzkämmerers (des Kurfürsten von Brandenburg) für die Finanzen des Reiches zuständig war. Nach dem Tode seines Vaters 1415 führte Konrad das Amt alleine fort. Mit dem Amt waren die Lehen von Falkenstein, Münzenberg und Königstein verbunden, um die Engelhard und Konrad aber jahrelang mit den Erben des vorigen Erbunterkämmerers aus dem Hause Falkenstein prozessieren mussten.
Als einer der höchsten Beamten der Reichsfinanzverwaltung und naher Vertrauter im Gefolge des Königs bzw. Kaisers organisierte Konrad das Reichssteuerwesen. 1411 war er bei der Königskrönung Sigismunds in Frankfurt anwesend, 1414 begleitete er ihn auf seiner Huldigungsreise durch das Reich. Zu Konrads Aufgaben zählte außerdem die Besetzung des Kammergerichts (wofür er einen Anteil von dessen Einnahmen erhielt), die jahrelange (1410–1433) Vermittlung zwischen dem Deutschen Orden und dem König von Polen nach der Schlacht bei Tannenberg sowie die Durchführung eines Rechtsstreits zwischen dem Kaiser und den Hansestädten 1419. 1424 lud er im Auftrag Sigismunds Bürgermeister und Räte der Stadt Antwerpen nach Wien vor, 1425/26 verhandelte er gleichzeitig mit König Erik von Dänemark und bereitete den Krieg gegen die Hussiten vor. Viele weitere Aufträge folgten.
Seine Rechenhaftigkeit, sein Organisationstalent, seine Intelligenz und sein Verhandlungsgeschick waren ihm bei all diesen Aufgaben dienlich. Der ständige enge Kontakt mit dem Herrscher, den Reichsfürsten und dem Papst, den das Amt auf Reisen, bei Reichstagen und anderen Gelegenheiten mit sich brachte, machte Konrad im ganzen Reich bekannt und brachte ihm viele nützliche Bekanntschaften und Verbindungsmänner ein; er gilt als einer der zu seiner Zeit am besten informierten Männer im Reich. Die schwierige finanzielle Lage des Reiches und die zusätzlichen diplomatischen Aufgaben erforderten den Einsatz von Konrads ganzer Kraft und machten ständige Reisen erforderlich, die sich jedes Jahr auf Tausende von Kilometern addierten, die er zu Pferd, mit Fuhrdiensten und zu Schiff absolvierte. Konrad war in den Niederlanden, in Dänemark, der Schweiz, Burgund, Böhmen, Polen, Ungarn, im Deutschordensland, bei den Hansestädten und wohl in jeder größeren Stadt dazwischen. Bis ins hohe Alter unternahm er strapaziöse Reisen. Die hohe Wertschätzung seines Dienstherrn drückte sich in der Aufnahme Konrads in die exklusive ritterliche Gesellschaft zum Drachen (bzw. Gesellschaft zum Lindwurm) aus, die 1408 von König Sigismund und seiner Gemahlin gestiftet worden war und der zu Sigismunds Lebzeiten nur 24 Vollmitglieder angehörten (darunter Oswald von Wolkenstein).
Konrads erste bedeutende Aufgabe als Kämmerer war ab dem Konzil von Konstanz 1415 die Organisation der Judensteuer, einer speziellen Vermögensteuer für Juden, die für den König von außerordentlicher Bedeutung war, da er über sie als einzige Einnahme frei verfügen konnte. Überstiegen die Ausgaben und Verpflichtungen des Herrschers das Budget, mussten seine Gefolgsleute, allen voran der Kämmerer, für ihn eintreten. Konrad versuchte daher, schon allein zur Schonung seiner eigenen Finanzen die Judensteuer möglichst gewissenhaft einzuziehen, und zog zu dieser Aufgabe noch Vertraute heran: zunächst den Pfarrer Meinwart aus Baldersheim und den Ministerialen Seifried Greck aus Kochendorf, die mit königlichen Vollmachten ausgestattet wurden. 1418 folgten weitere Vertraute, denen jeweils auch ein Jude zur Seite gestellt wurde, der Einblick in die Vermögensverhältnisse seiner Glaubensgenossen hatte. Trotz Schwierigkeiten mit den Territorialherrschern, die seine Organisationsmaßnahmen in ihren Gebieten teilweise behinderten, konnte Konrad die Einnahmen aus der Judensteuer von anfangs 15.000 bis 20.000 Gulden auf 33.000 Gulden im Jahr 1433/34 steigern. Die Judensteuer bildete alsbald eine sichere Einnahmequelle für den König (später Kaiser), doch belasteten insbesondere die Durchführung der Konzile dessen Haushalt, so dass Konrad häufig in die Pflicht genommen wurde, wodurch seine eigenen Finanzen stark geschwächt wurden.
Auf Konrad soll der Gedanke von Reichsmünzstätten zurückgehen, die das an die Kurfürsten vergebene Münzprivileg zurück zum König holen sollten. Er versprach sich, dass Reichsmünzen wegen ihres hohen Goldgehalts von der Bevölkerung bevorzugt werden würden. Neben der Stärkung des Reichsgedankens spielte hierbei eine Rolle, dass darin eine weitere Einnahmemöglichkeit für den König lag. Von 1423 bis 1428 und erneut ab 1432 wurde Konrad die Verwaltung der Reichsmünzstätten in Frankfurt, Nördlingen und Basel übertragen. Die von ihm ausgewählten Münzmeister waren tüchtig, vielleicht schon zu tüchtig, da der Vorwurf, die von ihnen geprägten Gulden hätten einen zu geringen Goldanteil, Konrad 1427 und 1432 in den Ruf eines Falschmünzers brachte. Konrad rechtfertigte sich, er komme seiner Aufsichtspflicht nach besten Kräften nach. Da die Schulden des Königs bei Konrad ständig stiegen (bis 1431 auf 5450 Gulden), erhielt Konrad 1425 Anspruch auf den Schlagsatz (Gewinn durch Münzprägung) in Frankfurt. Ab etwa 1426 fiel Konrad wegen einer fraglichen Urkundenfälschung vorübergehend beim König in Ungnade. 1431 kam es zur Aussöhnung, und Konrad erhielt den Schlagsatz von Basel, allerdings auch weitere Schuldverschreibungen des Königs. Konrad nutzte die ihm aufgetragene Münzverwaltung nicht zu eigenen Gunsten, sondern trieb ausschließlich den Reichsmünzgedanken voran, der jedoch 1432 auf dem Kurfürstentag in Mergentheim auf Ablehnung bei Kurfürsten und Bischöfen stieß.
1434 wurden Konrads Befugnisse über die Judensteuer zur Einziehung des Goldenen Opferpfennigs der Juden im Elsass nochmals erweitert. Diese Befugnis ging jedoch bereits 1436 an die Kaisergattin Barbara über, so dass Konrad erst nach dem Tode Sigismunds von dessen Nachfolger Albrecht II. im Jahr 1438 wieder mit entsprechenden Vollmachten ausgestattet wurde. Konrads Akten zur Judensteuer sind heute noch erhalten und wie bei ihm üblich detailliert geführt, so dass sich in ihnen viele Hinweise zur Geschichte der Juden in Deutschland und auch einzelner jüdischer Gemeinden finden.
Die Heilbronner Juden hatten unter dem besonderen Schutz Sigismunds gestanden. Dessen Tod am 9. Dezember 1437 und die judenfeindlichen Normen des Basler Konzils führten in manchen Städten, darunter auch in Heilbronn, zur Vertreibung der Juden. In einem Brief des Heilbronner Rats an Konrad von Weinsberg hieß es, dass „gestraft und gewarnt worden sei, wie sehr man sich gegen Gott und den Nächsten versündige, wenn man Juden halten und ihnen wissentlich zu wuchern gestatte“. Als Reichskämmerer lud Konrad von Weinsberg den Rat von Heilbronn und die jüdische Bürgerschaft am 27. Juli 1438 vor den neuen König Albrecht II. und dessen Kanzler Kaspar Schlick zum Reichstag nach Nürnberg. Dort verurteilte Albrecht II. die Stadt „wegen Verwüstung der königlichen Kammer“ (Steuerausfälle wegen ausbleibender Judensteuer) dazu, die jüdische Bürgerschaft „wie bisher sitzen zu lassen“, und drohte mit einer Schadensersatzklage. Die Juden der Stadt durften am 8. Oktober 1439 zurückkehren und bezahlten 200 Gulden an Konrad von Weinsberg.
Unter König Albrecht, den er in allen weltlichen Angelegenheiten beriet und vertrat, erreichte Konrad den Höhepunkt seines Einflusses und erhielt Generalvollmachten in einem Ausmaß, wie er sie von Sigismund nie bekommen hatte. Allen Fürsten und Untertanen im Reich wurde befohlen, Konrad in allen Dingen gehorsam zu sein. 1438 wurde er mit der Ordnung der Reichslehen, Renten, Nutzungen und Gefälle, Steuern und Zehnten beauftragt und führte als Vertreter des Königs die Reichshuldigung in Städten am Rhein und im Elsass durch. Von Januar 1439 bis 1440 war er im Auftrag Albrechts, der am 27. Oktober 1439 starb, Protektor des schon seit 1431 tagenden Basler Konzils, das zu keinem Ende kommen wollte. Konrad sollte die Streitigkeiten auf dem Konzil schlichten und die Finanzierung sicherstellen. Dies bedeutete für Konrad erneut hohe Ausgaben; den ihm im Gegenzug dafür zustehenden Lohn erhielt er nur in Form einer Schuldverschreibung auf Ablassgelder in diversen Bistümern, unter anderem im Deutschordensland, an deren Einlösung er in den folgenden Jahren aber scheiterte.
Nach dem Tod Albrechts gereichten Konrad seine guten Kontakte zu diesem und zu seiner Witwe Elisabeth zum Nachteil. Albrechts Nachfolger und politischer Gegner Friedrich, der sich durch die Geburt eines postumen Sohnes Albrechts (Ladislaus Postumus) zudem in einer schwierigen Lage befand, verlängerte Konrads Protektorat über das Konzil nicht. Auch die Geldforderungen Konrads an das Reich, im Laufe von Jahrzehnten waren etwa 13.000 Gulden aufgelaufen, beglich Friedrich bis zu Konrads Lebensende nur zum geringsten Teil. Seinen Titel als Erbkämmerer behielt Konrad formell, auf seine Dienste wurde aber verzichtet.

## Privatleben
Anders als sein Vater, der noch hauptsächlich auf der Burg Weinsberg lebte, hielt sich Konrad, wenn er nicht sowieso auf einer seiner zahlreichen Reisen war, ständig auf anderen seiner diversen Besitzungen auf, wie man seinen Urkunden und seinen erhaltenen, penibel geführten Einnahmen- und Ausgabenbüchern entnehmen kann. Sein unmittelbares Dienstpersonal umfasste etwa drei Dutzend Personen vom Kaplan über Schreiber, Kellner, diverse Handwerker, das Küchenpersonal bis hin zu Mägden und einem Hofzwerg namens Hans Halbgewachsen. Um seinen Stab von Schreibern unterbringen zu können, ließ Konrad auf der beengten Burg Guttenberg eigens ein Kanzleigebäude außerhalb der Burgmauern bauen, das heute so genannte Brunnenhaus. Für musikalische Unterhaltung sorgte ein Lautenschläger, der ihn auf seinen Reisen begleitete. In seinen letzten Lebensjahren beschäftigte Konrad ab 1439 den späteren Meistersänger Michael Beheim an seinem Hof. Statt die zur Versorgung dieses Großhaushalts nötigen Güter von den diversen Besitzungen liefern zu lassen, war es offensichtlich günstiger, den Aufenthaltsort selbst beständig zu verlegen und die in den Burgen angesammelten Güter jeweils vor Ort zu verbrauchen.
Trotz seiner andauernden Geldprobleme lebte Konrad nicht schlecht. Für die Kleidung der Familie und der Dienerschaft wurden gute Tuche beschafft. Küche und Weinkeller waren reich versorgt und abwechslungsreich, auf Reisen wurde an Trinkgeldern und Almosen für Musikanten nicht gespart. In den Städten, die er besuchte, erwarb er regelmäßig Schmuck bei den Goldschmieden. Für seine Burgen gab er Glasbilder und Malereien in Auftrag und ließ einen Künstler ein (nicht erhaltenes) Stamm- und Wappenbuch seiner Familie anlegen. Um seine Kasse etwas aufzubessern, betätigte Konrad sich auch kaufmännisch, trieb Weinhandel und beteiligte sich 1422 mit der Einfuhr von Ochsen aus Ungarn am damals florierenden Ochsenhandel.

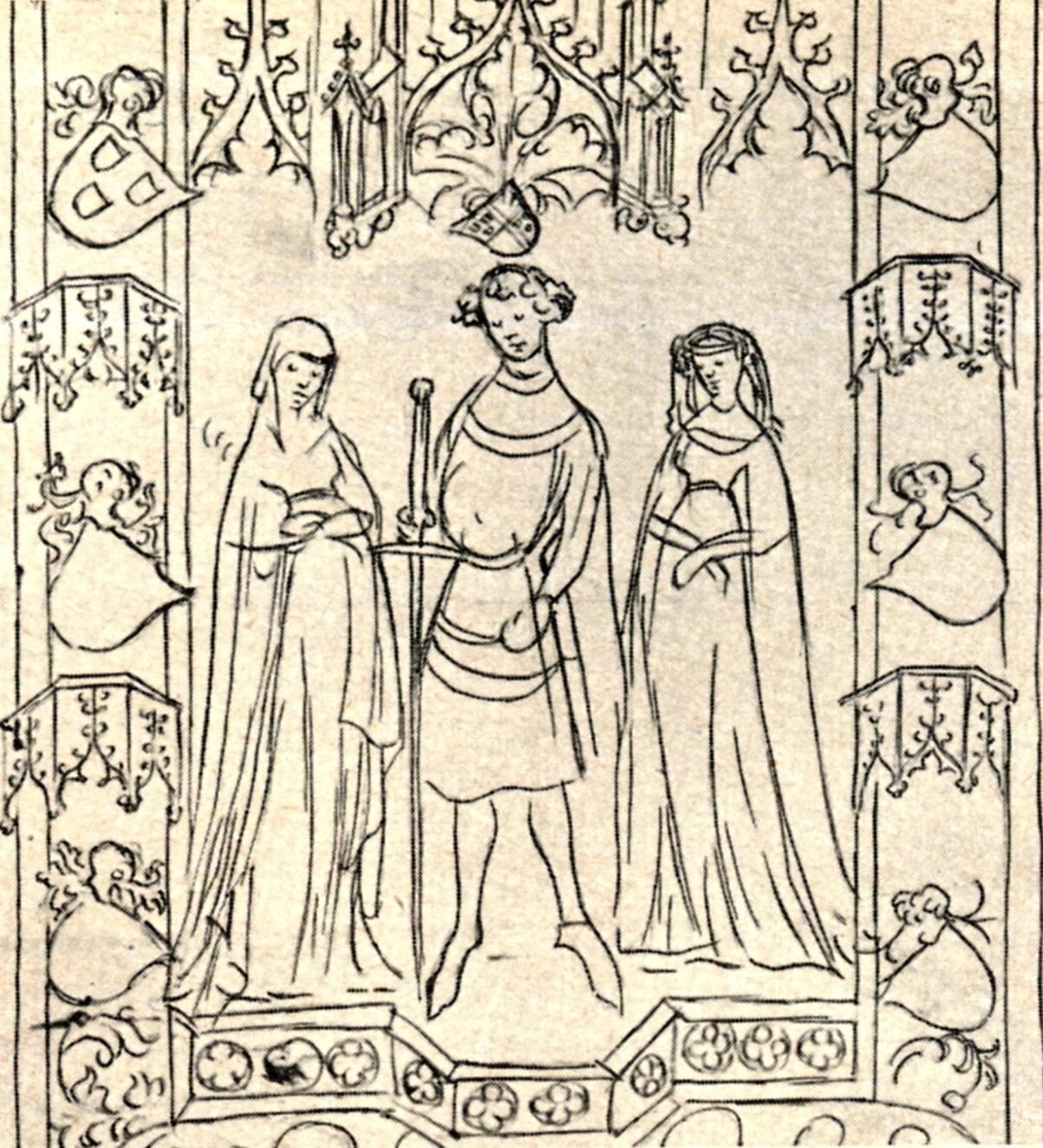
Entwurf eines Grabmals für Konrad

Mit irgendwelchen seiner zahlreichen Nachbarn befand sich Konrad fast ständig im Streit. Oft ging es um Pferde- oder Viehdiebstahl, nicht bezahlte Rechnungen, Verletzung, Tod oder Gefangennahme von Untertanen, Raubüberfälle, Uneinigkeiten in Erb- oder Lehnssachen, die in dieser Zeit vor dem Ewigen Landfrieden von 1495 Anlass zu einer Fehde gaben, bevor sie letztlich doch durch Sühne oder Zahlung von Schadenersatz geregelt wurden. Solche Fehden brachten oft beiden Seiten wirtschaftliche Verluste.
Wegen seiner ständigen Finanzmisere musste Konrad zur Finanzierung seines Lebens ständig Kredite auch kleinster Art aufnehmen, gab aber auch selbst Darlehen, wenn gerade wieder etwas Geld vorhanden war. Neben der Vorfinanzierung von Reichsaufgaben (mit nur geringer Aussicht auf Rückzahlung), die er in seiner Funktion als Kämmerer leisten musste, streckte er auch seinen unmittelbaren Untertanen Geld oder Korn vor, damit diese die Zeit bis zur Ernte überbrücken konnten. Die Rückzahlung in Form von Naturalien konnte Konrad dann seinerseits verkaufen.
Im September 1424 stifteten Konrad und seine Frau dem Kloster Schöntal 160 Gulden, um dort an allen Quatembertagen für sich eine Vigil und eine Seelenmesse abhalten zu lassen. Auch ihr Grab sollte nach ihrem Willen im Kloster sein. Die für dieses Grab vorgesehenen, 1426 bis 1428 von einem Nürnberger Künstler um 120 Gulden gefertigten Statuen Konrads und Annas aus Messingguss fanden dann ihren Platz vor dem Hochaltar der Schöntaler Klosterkirche, bevor sie beim Umbau der Kirche zu Beginn des 18. Jahrhunderts an ihre heutigen Plätze links und rechts des Eingangs versetzt wurden.

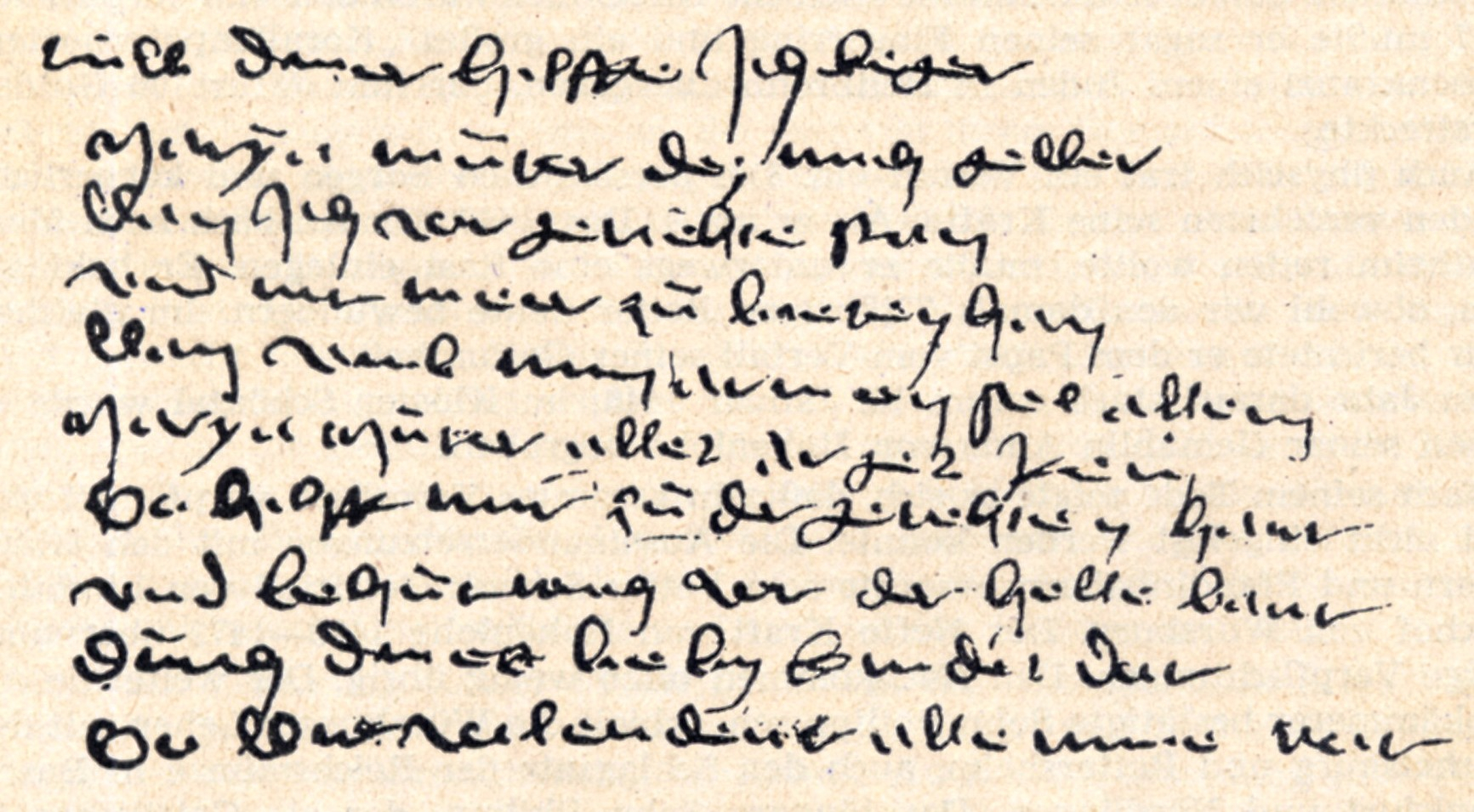
Autograph Konrads von Weinsberg

Neben Schöntal war Konrad auch Wohltäter anderer Klöster. Er verfasste außerdem religiöse Dichtungen wie den in seiner Handschrift nebenstehend abgebildeten Vers, eine Variation des Ave Maria:
Diner Hilffe ich beger / Marya muter dez mich gewer

Wan ich vor gerichte stan / und nit mer zu bieten han

Wan um min armen sel allein / Marya muter alles arges rein,

So hilff mir zu der gerehten hant / Und behut mich vor der Hölle bant

Durch dines lieben Kindes Dot / So wird volendet alle mine not.

## Konrads Scheitern beim Aufbau einer eigenen Landesherrschaft

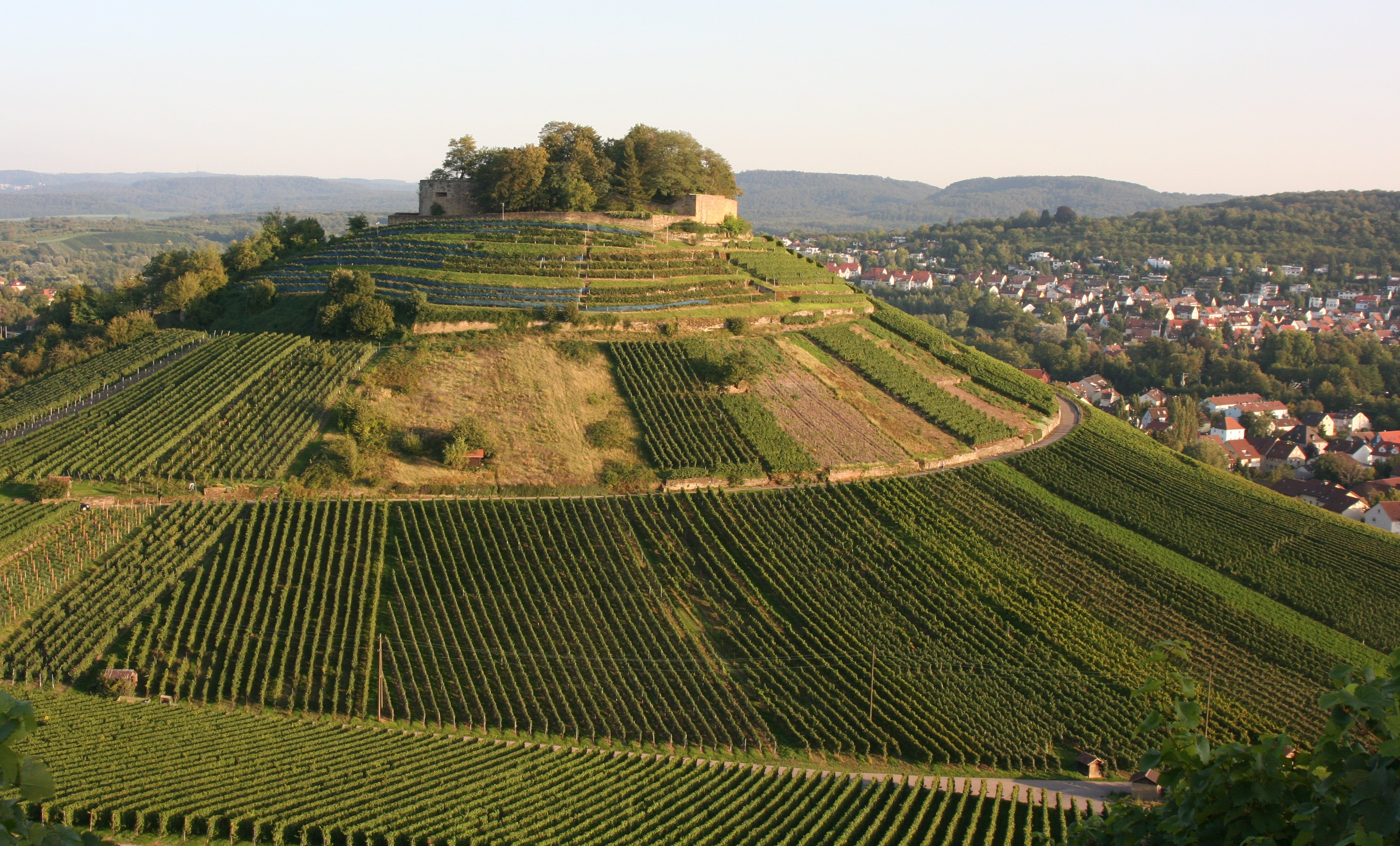
Die Burg Weinsberg, heute Ruine

Nach dem Vorbild früherer Fürsten versuchte Konrad, ein geschlossenes Territorium aufzubauen und damit zu einem Landesfürsten aufzusteigen, was auch seine desolaten Finanzen in Ordnung gebracht und seine Familie finanziell abgesichert hätte. Als ein Schwerpunkt bot sich hierzu das Gebiet um seinen Stammsitz Weinsberg an. Dazu war es unabdingbar, die Stadt Weinsberg vollständig unter Kontrolle zu bringen, woran aber schon Konrads Vorfahren gescheitert waren. Zuletzt hatte sein Vater Engelhard den Weinsberger Bürgern 1379 in einem Vertrag viele Zugeständnisse machen müssen.
Die Bürger der Stadt strebten nach dem Status der vollständigen Reichsunmittelbarkeit. Schon vor 1407 hatte die Stadt als Zeichen hierfür den Reichsadler in das Stadtwappen aufgenommen und das frühere, von den Herren von Weinsberg verliehene Wappen mit dem Weinstock aufgegeben. 1412 schloss sie mit 32 anderen Städten ein Bündnis, um ihre Selbstständigkeitsbestrebungen gegen Konrad zu unterstützen. Konrad, der die Kurfürsten und die größeren Landesherren im Reich auf seiner Seite wusste, ging dagegen vor. Als er im Reichsdienst unentbehrlich geworden war, erreichte er am 22. Mai 1417 von König Sigismund die vollständige Belehnung mit der Stadt Weinsberg, die damit vom Status einer Reichsstadt zu einer den Weinsberger Herren unterstellten Landstadt abgewertet worden wäre. Die Stadt suchte Schutz in einem weiteren Städtebund, dem Weinsberger Bund vom 27. November 1420, in dem sich 33 Reichsstädte zum Schutz der Stadt Weinsberg zusammenschlossen.
Weil die Stadt sich weigerte, seine Herrschaft anzuerkennen, und auch die ihm zustehenden Abgaben nicht mehr zahlte, bewirkte Konrad 1422 die Acht über die volljährigen Bürger. Weil diese nichts bewirkte, folgte 1425 die Aberacht. Außerdem verhängte der Papst – vermutlich Martin V. – 1424 den Kirchenbann über sie. All das nutzte jedoch nichts, und Konrad griff zu drastischeren Maßnahmen. Er wollte die mit Weinsberg verbündeten schwäbischen Städte schädigen und erwarb zu diesem Zweck (durch Tausch gegen Weikersheim mit Pfalzgraf Otto I. von Pfalz-Mosbach) die Stadt Sinsheim, durch die einer der Hauptwege zur Frankfurter Messe führte, an dem er damit Rechte erwarb. Im August 1428 überfiel er in Sinsheim mit 421 schwer bewaffneten Adeligen und Landsknechten, die er für 5990 Gulden als Söldner angeworben hatte, zur Messe ziehende Kaufleute und setzte 149 Kaufleute aus 20 mit Weinsberg verbündeten Städten fest. Die Frankfurter Messe musste ausfallen. Gegen die hinter Konrad stehenden Kurfürsten wagten die Städte nicht vorzugehen. Sie kamen im November 1428 in Heidelberg zu einer raschen Einigung mit Konrad. Diese Einigung sah vor, dass die Städte ein Lösegeld von 30.000 Gulden an Konrad zahlten, der im Gegenzug alle Gefangenen samt ihrer Habe freiließ, auf alle obrigkeitlichen Rechte an der Stadt Weinsberg (nicht aber auf die Einnahmen) verzichtete und ihre Stellung als Reichsstadt anerkannte. Nachdem König Sigismund, Konrad wegen der früheren Urkundenfälschung und wegen der Störung der Frankfurter Messe nicht mehr wohlgesinnt, die Einigung 1429 verboten hatte, kam es 1430 auf dem Reichstag zu Nürnberg zu einem neuerlichen Vergleich der Parteien auf Grundlage der zwei Jahre zuvor in Heidelberg erzielten Einigung. Der König stimmte nun zu. In diesem Vertrag musste Konrad die Stadt Weinsberg als (ungeteilte) Reichsstadt anerkennen. Von der vereinbarten Summe von 30.000 Gulden Lösegeld gelangte aber nur ein Bruchteil in Konrads Hände, den größten Teil der Forderung musste er 1430 an den Pfalzgrafen Otto abtreten. Konrad war nicht nur mit seinem Versuch gescheitert, eine Landesherrschaft zu erreichen, sondern hatte auch seine finanzielle Lage weiter verschlechtert. Weitere Versuche Konrads, die Gebiete um seine anderen Besitzungen wie die Burg Guttenberg, die Reichelsburg oder die Grafschaft Königstein im Taunus auszubauen, scheiterten an seiner enormen Schuldenlast.

## Zweite Ehe und Lebensende

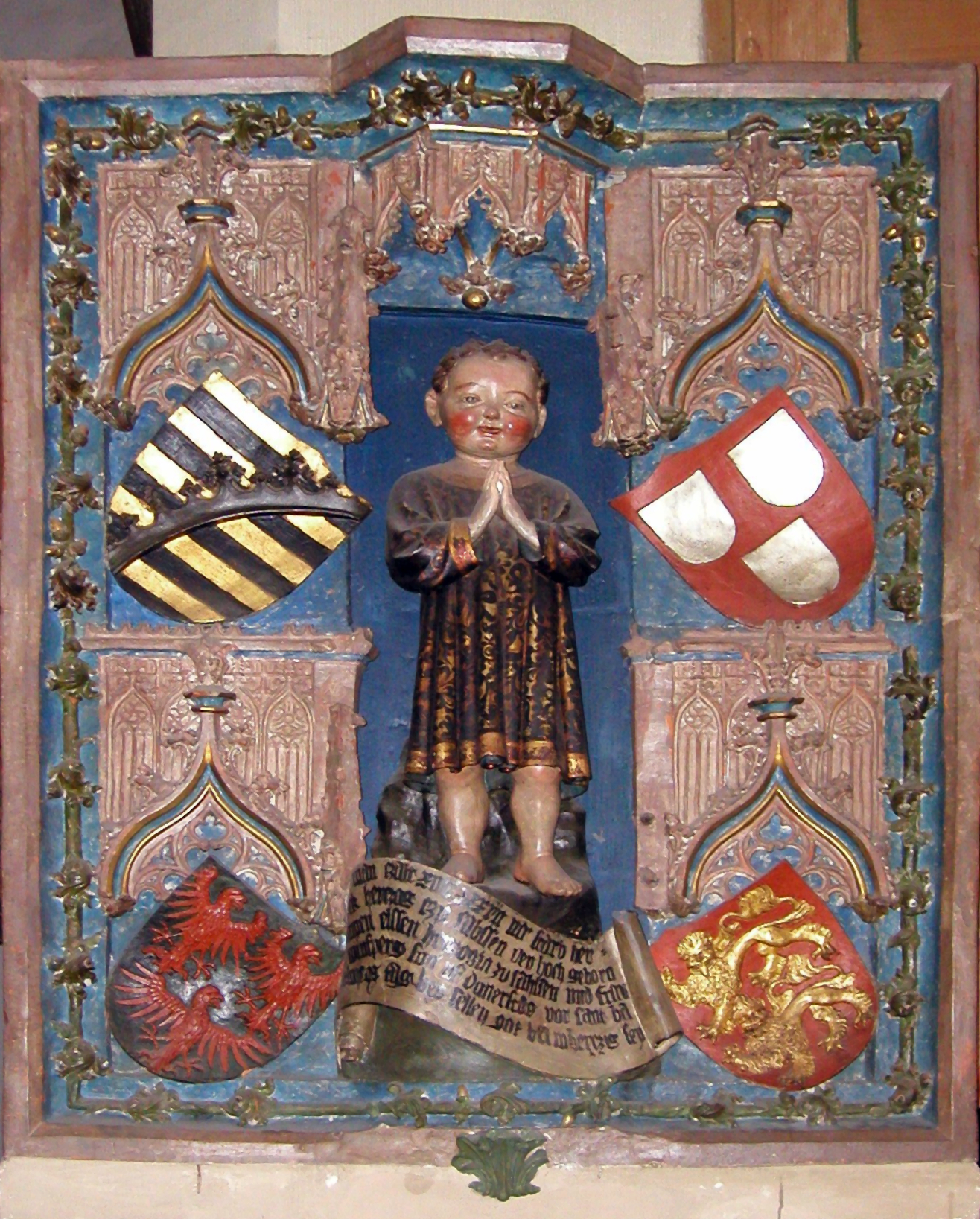
Epitaph für das „Prinzle“ Heinrich von Sachsen-Lauenburg, Konrads 1437 früh verstorbenen Enkel in der Weikersheimer Stadtkirche St. Georg. Rechts oben das Wappen der Weinsberger.

Nach dem Tod Annas von Hohenlohe im Jahr 1434 heiratete Konrad noch im selben Jahr Anna von Henneberg. Auch diese Gattin war mit ihm weitläufig verwandt, und es war zur Eheschließung abermals ein kirchlicher Dispens nötig. Aus dieser zweiten Ehe gingen zwei Söhne hervor: Philipp senior und Philipp junior. Anna von Henneberg war 1436 bereits sehr krank und scheint früh verstorben zu sein. Der ältere Philipp heiratete Anna von Stoffelsheim, seinem jüngeren Bruder wurde eine geistliche Laufbahn aufgetragen.
Trotz seiner Einflussfülle blieb Konrads finanzielle Lage prekär, da seine Aufgaben nur kostspielig zu bewältigen waren. Für seine Leistungen erhielt er nur selten Zahlungen, vielmehr wurden ihm weitere Privilegien zugesprochen, die nur durch den Einsatz weiterer Geldmittel finanziellen Nutzen erbringen konnten. Konrad war letztlich völlig verschuldet. Das Erbe seiner 1434 verstorbenen ersten Frau und der 1435 verstorbenen gemeinsamen Tochter musste er häufig verpfänden, was Anlass zu Rechtsstreitigkeiten innerhalb der Familie gab, die letztlich darin mündeten, dass Konrad auf den gesamten hohenlohischen Besitz verzichten und sogar den Hausschatz und Schmuck der verstorbenen Gattin herausgeben musste. Finanziell angeschlagen gelang es ihm später auch nicht, die von Burggraf Michael von Magdeburg, dem Enkel seiner Gemahlin (Sohn von deren Tochter aus erster Ehe), geforderte Kaufsumme für dessen Anteil an Burg Brauneck aufzubringen, so dass auch diese Herrschaft verlorenging. 1440 gewährte ihm Pfalzgraf Ludwig ein Darlehen, zu dessen Sicherung Konrad ihm die Pfandschaft über die Münzstätten in Frankfurt und Nördlingen übertrug, womit die Reichsmünze in den Besitz ihrer Gegner gelangte. 1441 kam Konrads Stammsitz in Weinsberg an den Pfalzgrafen, der Konrad vertraglich bis zu seinem Lebensende jedoch dort noch Rechte einräumte. In seinen letzten Lebensjahren waren selbst Konrads Schmuck und Tafelsilber laufend verpfändet, er musste selbst für kleinere Summen Adelige aus der Umgebung bitten, für ihn zu bürgen, da er sonst in den Schuldturm komme. Seine Situation war so verzweifelt, dass er im Sommer 1446 sogar versuchte, bei dem ehemaligen Reichsfeind Philipp von Burgund als Diener und Lehnsmann einzutreten. Noch 1447 bot er König Friedrich erneut seine Dienste an.
Konrad von Weinsberg starb am 18. Januar 1448 im Alter von etwa 77 Jahren. Seinem Willen entsprechend wurde er im Kloster Schöntal neben seiner ersten Gattin Anna von Hohenlohe begraben. Konrads verschiedene Besitzungen waren alle verpfändet und konnten von den Nachfahren nicht eingelöst werden. Einige Verpflichtungen übernahm sein Neffe Kraft von Hohenlohe (1429–1472). Die Herrschaft Weinsberg musste von Konrads Vetter und Vormund von dessen Kindern, Bischof Gottfried von Würzburg, an Kurfürst Friedrich von der Pfalz verkauft werden. Die Burg Guttenberg kam mit den zugehörigen Dörfern an Hans von Gemmingen, genannt der Reiche. Konrads Sohn Philipp sen. wurde als Erbkämmerer bestätigt und erbte die Würzburger Lehen mit der Reichelsburg, wo er lebte, sowie den Schlagsatz der Münzen in Basel, Frankfurt und Nördlingen. Philipp jun. erbte lediglich Einkünfte aus Besitzungen im Kochertal. Da Philipp sen. nur eine Tochter hatte, die spätere Ehefrau des Grafen Eberhard von Königstein, erlosch mit den Söhnen Konrads das Geschlecht der Herren von Weinsberg. Die restlichen Besitzungen gingen danach aufgrund einer 1404 geschlossenen Erbverbrüderung an die Hohenloher. Das bis heute erhaltene Weinsberger Archiv mit zahlreichen Schriftstücken Konrads befindet sich im Hohenlohe-Zentralarchiv in Neuenstein.